# 潜在结果模型
由统计学家Donald Rubin在20世纪70年代所发表的一系列论文（Rubin,1974, 1977, 1978, 1980）而引申出的一种统计模型。该模型的意义在于统计意义上的因果推断。Counterfactual model的核心在于从理论上定义了因果效应（causal effects）。Paul Holland在1986年的论文Statistics and Causal中指出，Rubin模型和前人经验最大的不同在于他把重点放在估计和测量原因的影響而非追溯某个效应的原因。（measuring the effects of causes, rather than the causes of effects）
Rubin把因果效应定义如下：
{\displaystyle \delta _{u}=Y_{t_{u}}-Y_{c_{u}}}
{\displaystyle \delta _{u}}代表了第u个单位的效应变化。t表示treatment condition, c表示control condition。这个公式提供了为因果推断的理论模型。但是同时在现实中{\displaystyle \delta _{u}}无法被直接观察到。Rubin举过一个很有名的例子：一个人头疼，于是他吃阿司匹林，然后头不疼了。究竟是不是因为阿司匹林治好他的头疼呢？我们不能知道，因为这个人的状态永远无法被回复到吃阿司匹林之前的样子了。所以我们也无法计算出counterfactual effect。这就是所谓在因果推断中的根本性难题。

## 外部連結
- "The Art and Science of Cause and Effect" （页面存档备份，存于）: a slide show and tutorial lecture by Judea Pearl.
- "Counterfactual Causal Analysis":  a webpage maintained by Stephen Morgan, Christopher Winship, and others with links to many research articles on causal inference.

（fundamental problem）